# Minnie Tittell Brune
Minnie Tittell Brune (1875–1974) fue una actriz estadounidense. Aunque poco conocida en su propio país, se convirtió en una figura importante en la historia del teatro australiano, alcanzando la cima de su carrera durante una gira por las Antípodas entre 1904 y 1909. También destaca por ser el único vínculo conocido entre dos notables familias de actores de siglos diferentes, ya que trabajó en la América del siglo 19 con Junius Brutus Booth Jr., de la familia Booth, y en la Australia del siglo 20 con Roy Redgrave, fundador de la familia Redgrave. Aunque no tenía antecedentes familiares en el mundo de la interpretación, las dos hermanas de Minnie, Esther y Charlotte, también siguieron la carrera teatral.
Casada en 1899 con Clarence Marion Brune (né Browne) (1867–1935), un abogado aventurero del que tomó su nombre artístico, la pareja fue inmediatamente demandada en repetidas ocasiones en el estado de Washington por fraude en la especulación inmobiliaria y los escándalos legales continuaron acosando a su esposo en Australia. A pesar de ello, permanecieron juntos hasta la muerte de él. Con una sólida educación religiosa, Minnie se tomaba muy en serio su fe católica y a menudo se sentía en conflicto por su doble papel como católica y actriz, describiéndose a sí misma en una entrevista australiana como "media monja". Tras su retiro y enviudamiento, la mitad "monja" pasó a primer plano, y vivía en un relativo anonimato como miembro de la Orden Franciscana en Los Ángeles, California, cuando falleció en septiembre de 1974 a la edad de 99 años.

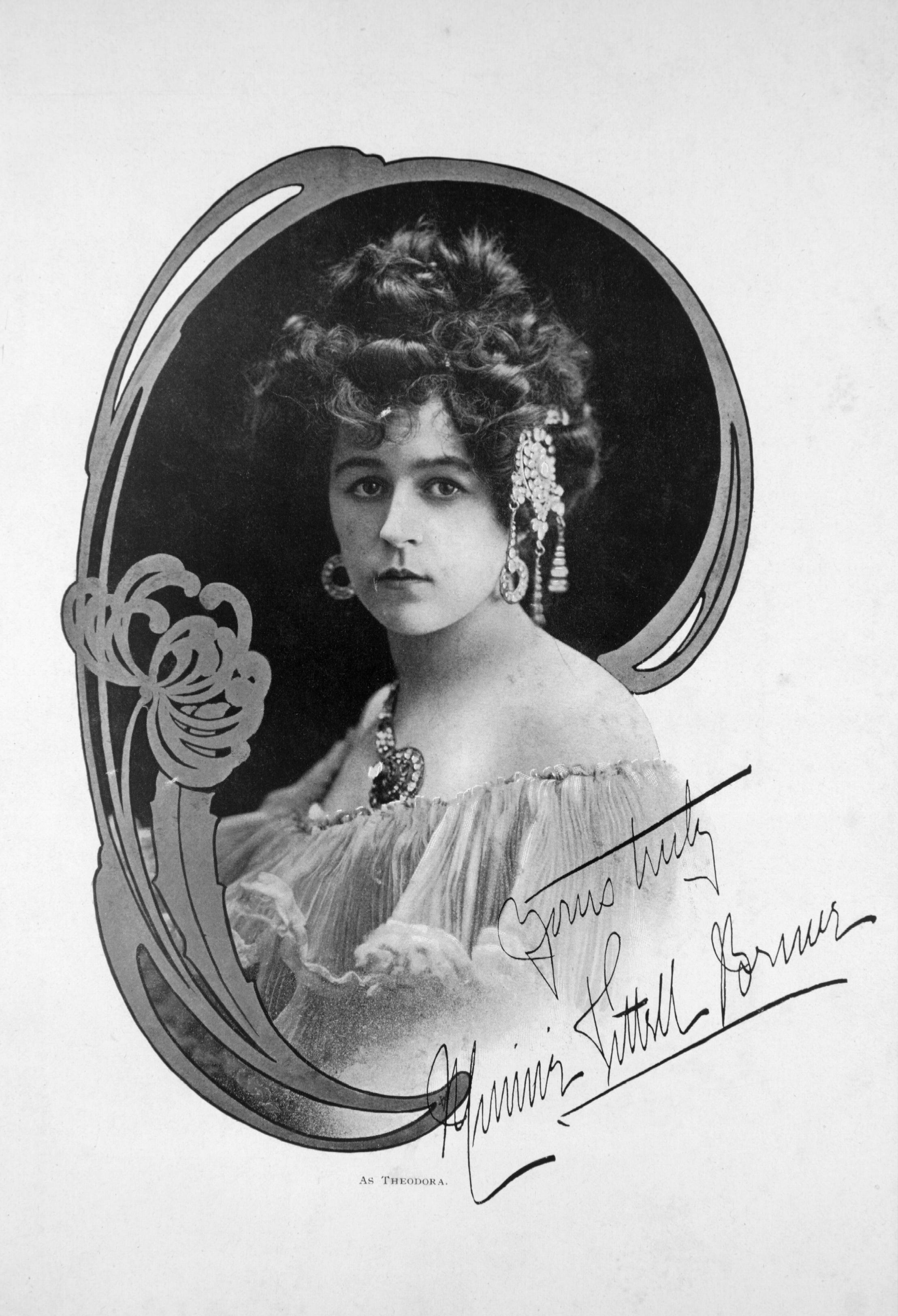
J C Williamson Co -Miss Tittell Brune souvenir. (Inside front page. 1905).

## Primeros años
Minnie Tittell Brune nació como Minnie Tittle en 1875 en San Francisco, donde su madre, Minna Esther St Marie, regentaba una pensión. Tenía dos hermanas mayores: Esther, también actriz, que se convirtió en una "tiradora experta y espadachina experta en el escenario" y actuó en al menos una película muda antes de su muerte en 1934; y Charlotte, que se casó con un director teatral. También tenía familiares que eran monjas.
Minnie hizo su primera aparición en el escenario cuando tenía cuatro años y medio, interpretando a Little Jim en Lights of London en el California Theatre de su ciudad natal. Tras sus apariciones infantiles en el escenario, fue enviada a un convento durante aproximadamente un año, tal vez en un intento de sus padres por disuadirla de seguir una carrera en el teatro. Trabajando como actriz infantil, se fue de gira con el productor Charles Frohman, actuando en Nueva York en The Girl I left Behind y recorriendo Estados Unidos con actores como Junius Brutus Booth Jr. y Frederick Warde.

## esposo Clarence Marion Brune
El esposo de Minnie, Clarence Marion Brune (nacido como Clarence Marion Browne), era abogado y productor teatral y obtuvo varios títulos universitarios en instituciones como Harvard, Wesleyan, Université Laval (Quebec), University of Chicago Law School, Catholic University of America y el Columbia College (ciudad de Nueva York). Clarence también fue autor de obras sobre temas como el teatro moderno, la tragedia griega, la terminología jurídica de Shakespeare, el movimiento romántico y la poesía inglesa.
Se sabe que apareció junto a su esposo Clarence (cuyo apellido adoptó) en una reposición de Theodora, de Sardou, en el Grand Opera House de Nueva York en 1901, y que ambos realizaron giras continuas por Estados Unidos durante casi una década antes de partir hacia Australia en 1904. Pero fue en las antípodas donde se labró un gran nombre.

## Australia 1904–1909

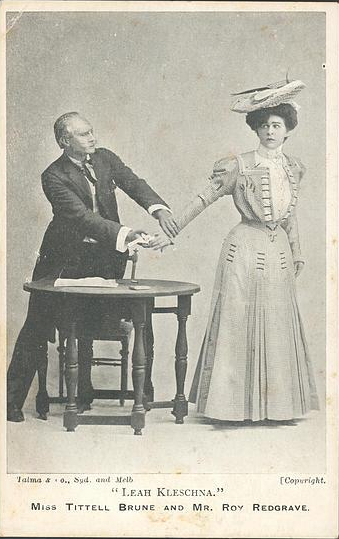
Roy Redgrave y Miss Tittell Brune apareciendo en Leah Kleschna circa 1907

J. C. Williamson la trajo a Australia, quien, según se dice, la conoció mientras ella estaba de luna de miel en Europa. No fue hasta 1904 cuando convenció a Minnie para que hiciera el viaje desde California a Australia. El barco en el que viajaban ella y su marido, el Australia, encalló en la bahía de Port Phillip en junio de 1904. Minnie salió ilesa, pero se tomó con filosofía este tipo de incidentes. Más tarde, en una entrevista, declaró: "No me alarmó el naufragio, aunque era plenamente consciente del peligro que entrañaba. Si hubiera tenido que ahogarme – pues bueno, eso es todo. Habría sucedido. Pero como estaba escrito que no fuera así, aquí estoy!"
Hizo su primera aparición en Sídney el sábado 21 de septiembre de 1904, en la obra Sunday, a Story of Western Life, en el Her Majesty's Theatre. Minnie interpretó a Sunday, "la chica adorable y sincera de un campamento minero." La acompañaron Roy Redgrave y Gaston Mervale. La representación fue un gran éxito y la convirtió en una de las actrices más populares de los escenarios de Australia y Nueva Zelanda. Recibió críticas muy favorables por su interpretación de "Peter Pan" en la primera temporada de la obra en Australia en 1908, producida por J. C. Williamson. Por entonces tenía 29 años y era una católica devota, no fumaba ni bebía alcohol, y a menudo citaba la Biblia en las entrevistas con la prensa. Una revista la citó diciendo:

Soy actriz... pero también soy religiosa; no puedo evitarlo. Puedo justificar mi faceta de actriz ante mi faceta religiosa, pero no puedo justificar las cosas que no se pueden separar de la actriz, la publicidad, la sensación de ser considerada propiedad pública incluso fuera del escenario. Odio eso. No me gusta que, cuando camino por la calle, los hombres me miren y especulen sobre mí. Odio oírles decir: "Es Tittell Brune", y siento sus miradas clavadas en mi espalda cuando paso. Me hace sentir vulgar y lo detesto. Si no puedo disfrazarme, tengo que aguantarlo. Pero ese tipo de publicidad me repugna. De verdad, porque soy religiosa – soy medio monja.

## Carrera posterior
La estancia de cinco años de Minnie Tittell Brune en Australia terminó en 1909. Decidió probar suerte en Londres, pero tuvo un éxito limitado. Su primera obra, The Eternal Question, en el Garrick Theatre, recibió críticas mediocres. En 1910, trabajó en Dr Jekyll and Mr Hyde en el Queen's Theatre junto a H. B. Irving, el hijo superviviente de Sir Henry Irving, y como corista en Henry V.
Minnie tuvo pocas apariciones en Londres en 1911, siendo su papel más importante en una obra llamada The Woman on the Case en el teatro Coronet. El New York Times informó en agosto, además de que las plumas de avestruz estaban volviendo a estar de moda, que ella había regresado en el Oceanic después de una ausencia de nueve años para actuar en Nueva York, anunciada como Minnie Tittell-Brune en la Manhattan Opera House en An Aztec Romance. En 1913 regresó a Londres, donde, durante su estancia, rodó tres películas bajo el nombre de Fanny Tittell-Brune: Esther Redeemed (1915), Iron Justice (1916), y Temptation's Hour (1916). En 1916, Minnie también apareció en otros seis largometrajes dirigidos por Hal Roach y protagonizados por Harold Lloyd. En 1917 cantaba en el Coliseo de Londres, antes de regresar a su país natal.
No se sabe nada más de su carrera. Quedó viuda cuando su esposo Clarence murió en 1935, y vivía en el anonimato como miembro de la Orden Franciscana cuando murió a los 100 años en Los Ángeles en septiembre de 1974. Fue enterrada con un funeral católico.
Poco conocida en su propio país, y sin siquiera un obituario en la prensa, fue sin embargo una figura importante en la historia del teatro australiano, donde durante un tiempo fue muy famosa tanto en Australia como en Nueva Zelanda.